# × Catyclia
×Catyclia é um género botânico pertencente à família das orquídeas (Orchidaceae).